# Bueana
Genre
Bueana est un genre d'opilions laniatores de la famille des Assamiidae.

## Distribution
Les espèces de ce genre sont endémique du Cameroun,.

## Liste des espèces
Selon World Catalogue of Opiliones (19/06/2021) :
- Bueana ephippiata Roewer, 1927
- Bueana vitteli Bauer & Prieto, 2009

## Publication originale
- Roewer, 1927 : « Weitere Weberknechte I. 1. Ergänzung der: "Weberknechte der Erde", 1923. » Abhandlungen des Naturwissenschaftlichen Vereins zu Bremen, vol. 26, p. 261–402.